# Gerzensee BE
| BE ist das Kürzel für den Kanton Bern in der Schweiz. Es wird verwendet, um Verwechslungen mit anderen Einträgen des Namens Gerzensee zu vermeiden. |

Gerzensee ist eine politische Gemeinde im Verwaltungskreis Bern-Mittelland des Kantons Bern in der Schweiz.

## Geographie
Gerzensee liegt auf 646 m ü. M., 14 km südöstlich der Kantonshauptstadt Bern (Luftlinie). Das Dorf erstreckt sich an aussichtsreicher Lage am Südabhang des Belpberges, über der Mulde des gleichnamigen Gerzensees, zwischen den Talebenen von Gürbe im Westen und Aare im Osten. Dank seiner Lage am Sonnenhang des Berges weist Gerzensee im Vergleich zum näheren Umland ein sehr mildes Klima auf und wird oft auch als «Berner Riviera» bezeichnet.
Die Fläche des 7,8 km² grossen Gemeindegebiets umfasst einen Abschnitt des Aaretals zwischen Bern und Thun. Die östliche Grenze verläuft entlang der kanalisierten und begradigten Aare, welche von einem schmalen Waldgürtel begleitet wird. Von hier erstreckt sich der Gemeindeboden westwärts auf den Höhenrücken des Belpberges. Dieser erhebt sich südlich von Gerzensee nur rund 70 bis 100 m über die Ebenen des Umlandes. In einer Mulde liegt hier der Gerzensee (603 m ü. M.), dessen nördlicher Teil zur Gemeinde gehört.
Nach Nordwesten reicht der Gemeindebann auf die eigentliche Hochfläche des Belpberges, welche durch die Kuppen und Kämme von Brönnhalten (834 m ü. M.), Rohrholz und Chatzacher (mit 865 m ü. M. die höchste Erhebung von Gerzensee) untergliedert wird. Die nördliche Abgrenzung bildet das Simmlerentälchen, dessen Bach gegenüber von Münsingen in die Aare mündet. Von der Gemeindefläche entfielen 1997 8 % auf Siedlungen, 20 % auf Wald und Gehölze und 68 % auf Landwirtschaft; etwas weniger als 4 % war unproduktives Land.
Zu Gerzensee gehören neben ausgedehnten neuen Wohnquartieren die Siedlung Thalgut (540 m ü. M.) am Hang westlich des Aareübergangs, die Weiler Sädel (788 m ü. M.) am Südhang des Belpberges, Vorderchlapf (778 m ü. M.) und Hinterchlapf (764 m ü. M.) am Ostabhang des Berges sowie verschiedene Hofgruppen und Einzelhöfe. Nachbargemeinden von Gerzensee sind Münsingen, Wichtrach, Kirchdorf und Belp.

## Bevölkerung
Mit 1296 Einwohnern (Stand 31. Dezember 2023) gehört Gerzensee zu den kleineren Gemeinden des Kantons Bern. Von den Bewohnern sind 97,0 % deutschsprachig, 1,5 % französischsprachig, und 0,4 % sprechen Portugiesisch (Stand 2000). Die Bevölkerungszahl von Gerzensee belief sich 1850 auf 762 Einwohner, 1900 auf 790 Einwohner. Im Verlauf des 20. Jahrhunderts pendelte die Bevölkerungszahl stets im Bereich zwischen 760 und 820 Personen. Seit 1980 (795 Einwohner) wurde eine deutliche Bevölkerungszunahme verzeichnet.

## Politik
Gemeindepräsident ist seit 2020 Ernst Hossmann (SVP, Stand 2024).
Bei den Nationalratswahlen 2023 betrugen die Wähleranteile in Gerzensee (in Klammern die Veränderung im Vergleich zu den Wahlen 2019 in Prozentpunkten): SVP 41,16 % (+0,10), SP 13,94 % (+2,87), glp 13,77 % (+4,03), Grüne 7,75 % (−3,63), Mitte 6,54 % (−2,19), EDU 6,18 % (+2,27), FDP 5,94 % (−1,10), EVP 2,30 % (+0,07), Weitere 2,41 % (−2.44).

## Wirtschaft

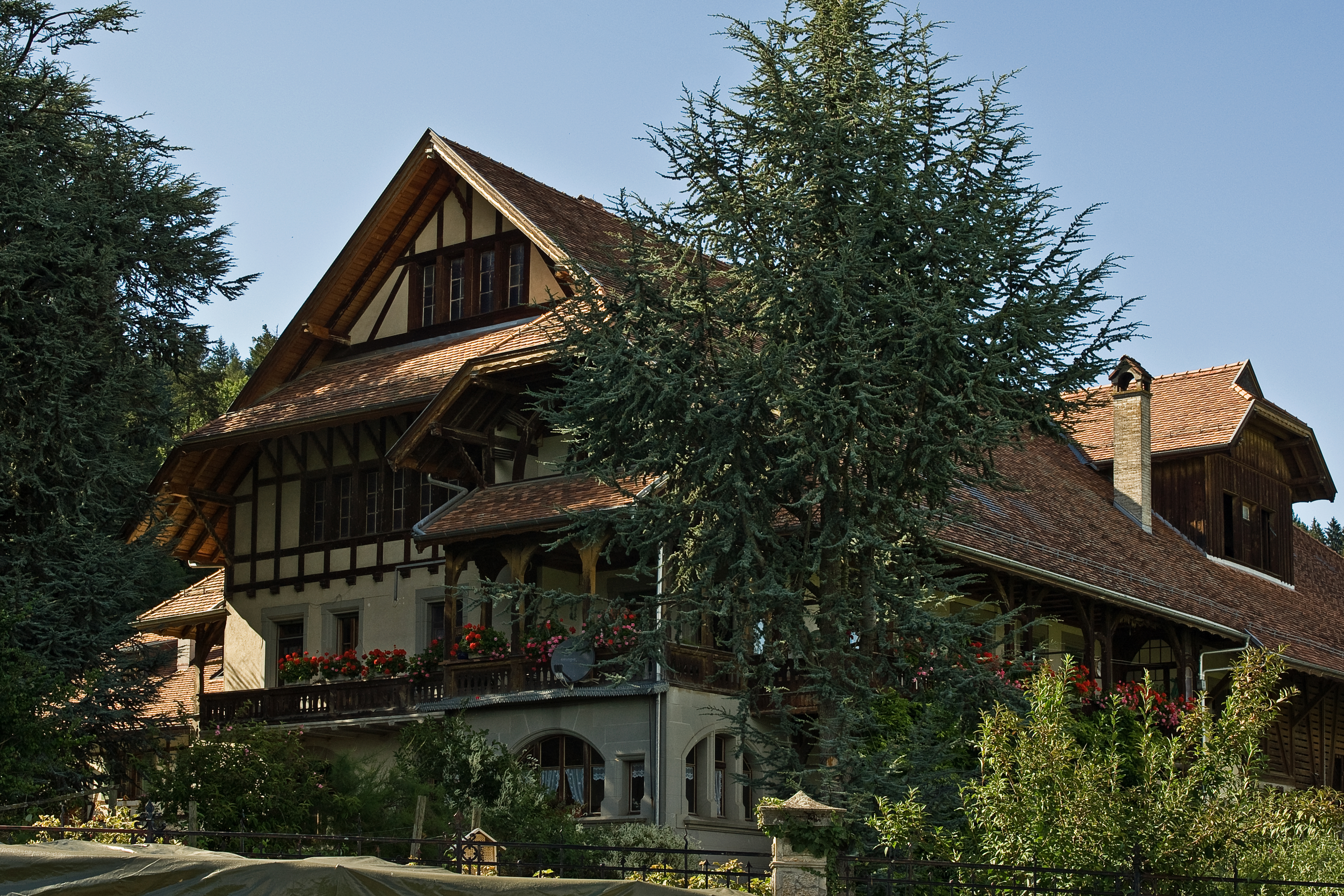
Herrenbauernhaus Rütimatt (verzeichnet im Inventar der Kulturgüter von nationaler Bedeutung)

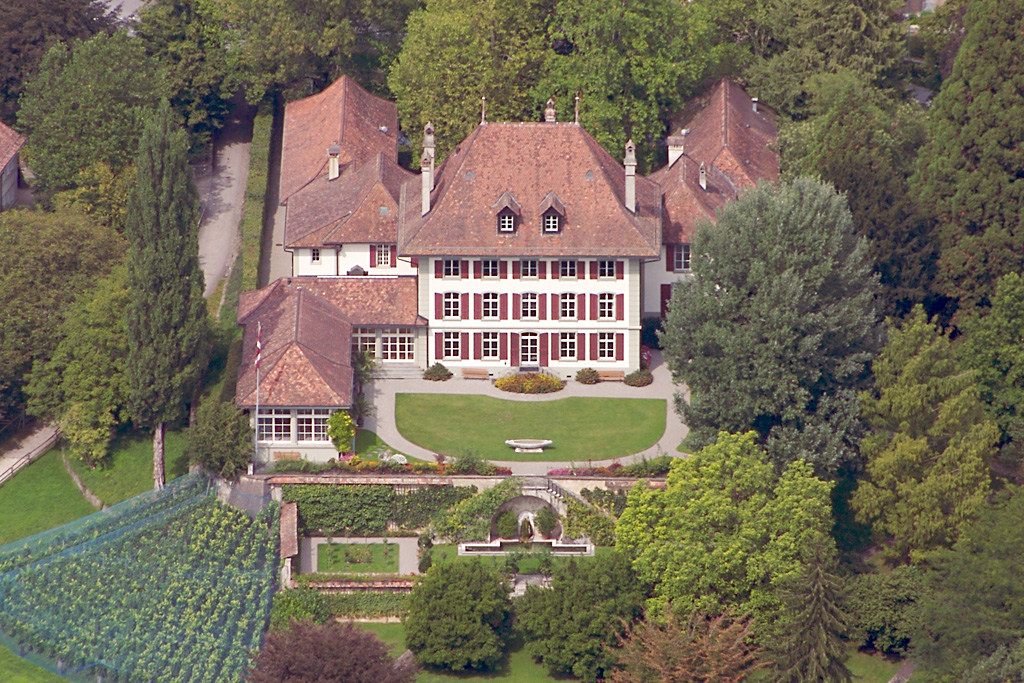
Neues Schloss Gerzensee

Gerzensee war bis in die zweite Hälfte des 20. Jahrhunderts ein vorwiegend durch die Landwirtschaft geprägtes Dorf. Noch heute haben der Ackerbau, der Obstbau sowie die Milchwirtschaft und die Viehzucht einen wichtigen Stellenwert in der Erwerbsstruktur der Bevölkerung. Weitere Arbeitsplätze sind im lokalen Kleingewerbe und im Dienstleistungssektor vorhanden. In Gerzensee sind heute Betriebe des Baugewerbes, der Holzverarbeitung, mechanische Werkstätten, ein Sand- und Kieswerk und ein Transportunternehmen tätig. Das Neue Schloss, das sich im Besitz der Nationalbank befindet, beherbergt seit 1986 das Studienzentrum Gerzensee, in dem Kurse und Seminare für Doktoranden der Volkswirtschaft und Zentralbanker durchgeführt werden.
In den letzten Jahrzehnten hat sich das Dorf dank seiner attraktiven Lage zu einer Wohngemeinde entwickelt. Neue Einfamilienhausquartiere entstanden am Südhang des Belpberges westlich des alten Ortskerns. Viele Erwerbstätige sind deshalb Wegpendler, die hauptsächlich in den grösseren Ortschaften der Umgebung, in der Agglomeration Bern und im Raum Thun arbeiten.

## Verkehr
Die Gemeinde liegt abseits der grösseren Durchgangsstrassen an einer Verbindungsstrasse von Kaufdorf nach Wichtrach. Der nächste Anschluss an die Autobahn A6 (Bern–Thun) befindet sich rund 7 km vom Ortskern entfernt. Durch die Postautokurse, welche die Strecke von Belp nach Kirchdorf und von Münsingen nach Kirchdorf bedienen, ist Gerzensee an das Netz des öffentlichen Verkehrs angebunden.

## Geschichte

Luftbild (1952)

Einzelfunde aus dem Neolithikum, der Latènezeit und der Römerzeit belegen eine frühe Besiedlung des Gemeindegebietes von Gerzensee. Die erste urkundliche Erwähnung des Ortes erfolgte 1228 unter dem Namen Gercentse. Später erschienen die Bezeichnungen Gerzinse (1254), Kerzense (1259), Gerzense (1265) und Gertzensewe (1299). Der Ortsname geht auf den althochdeutschen Personennamen Gerzo zurück und bedeutet demnach beim See des Gerzo.
Gerzensee gehörte im 13. Jahrhundert zum Herrschaftsgebiet der Kramburger, eines kyburgischen Ministerialengeschlechts, die auf einem Hügel die Burg Gerzensee errichtet hatten. Unter Berner Oberhoheit bildete das Dorf ein Niedergericht im Landgericht Seftigen. Die Herrschaft Gerzensee erfuhr seit dem 15. Jahrhundert zahlreiche Besitzerwechsel und war zeitweise in mehrere Teile aufgespalten. Seit dem 16. und 17. Jahrhundert errichteten verschiedene Patrizierfamilien aus Bern ihre Landsitze in der Umgebung des Bauerndorfes. Im Thalgut entstand zu dieser Zeit ein Mineralbad, das weit herum Bekanntheit erlangte, seinen Betrieb Ende des 19. Jahrhunderts jedoch einstellte.
Nach dem Zusammenbruch des Ancien Régime (1798) gehörte Gerzensee während der Helvetik zum Distrikt Seftigen und ab 1803 zum Oberamt Seftigen, das mit der neuen Kantonsverfassung von 1831 den Status eines Amtsbezirks erhielt.

## Sehenswürdigkeiten

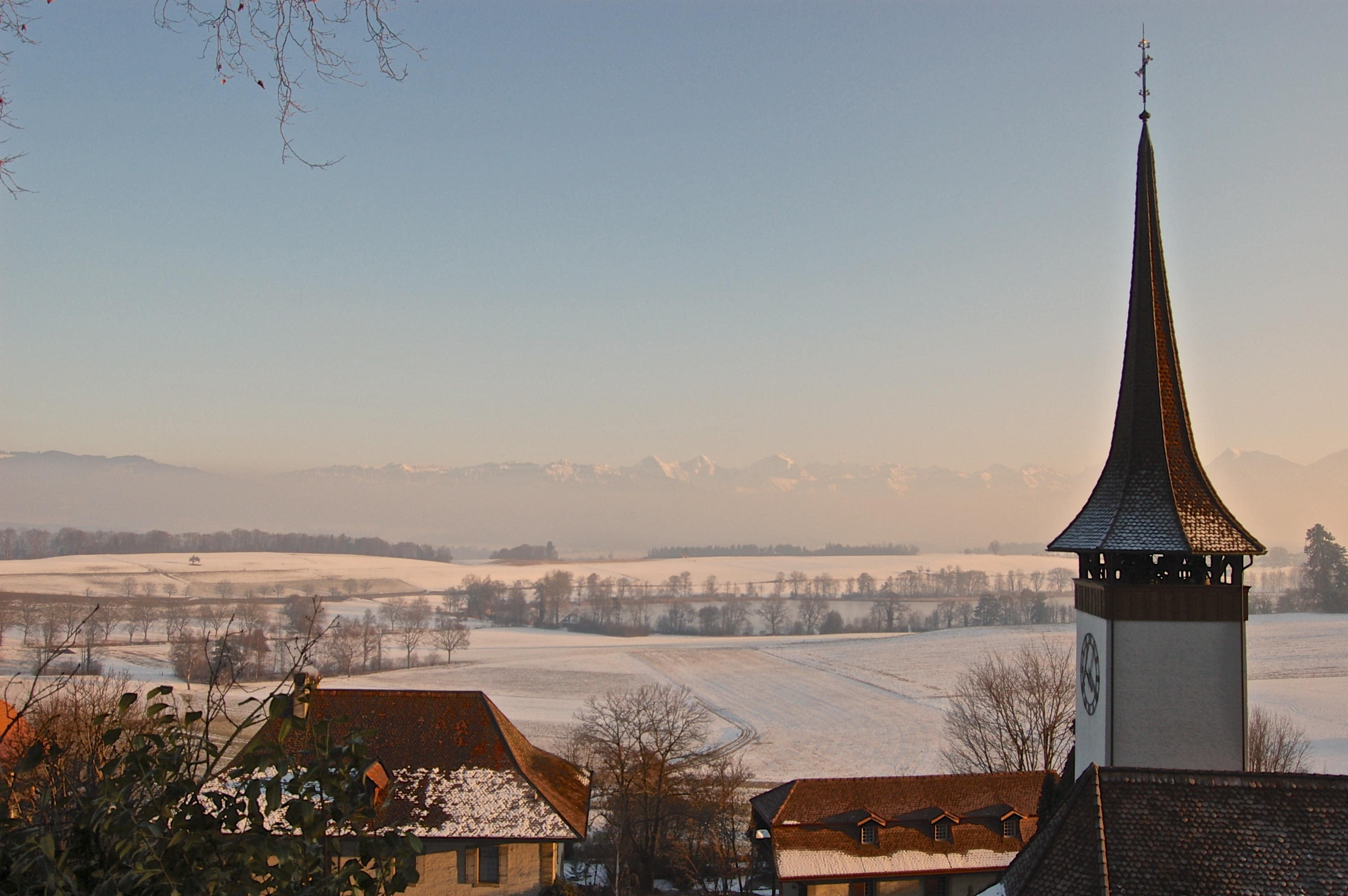
Kirche, in der Mitte der gefrorene Gerzensee und im Hintergrund das Berner Oberland

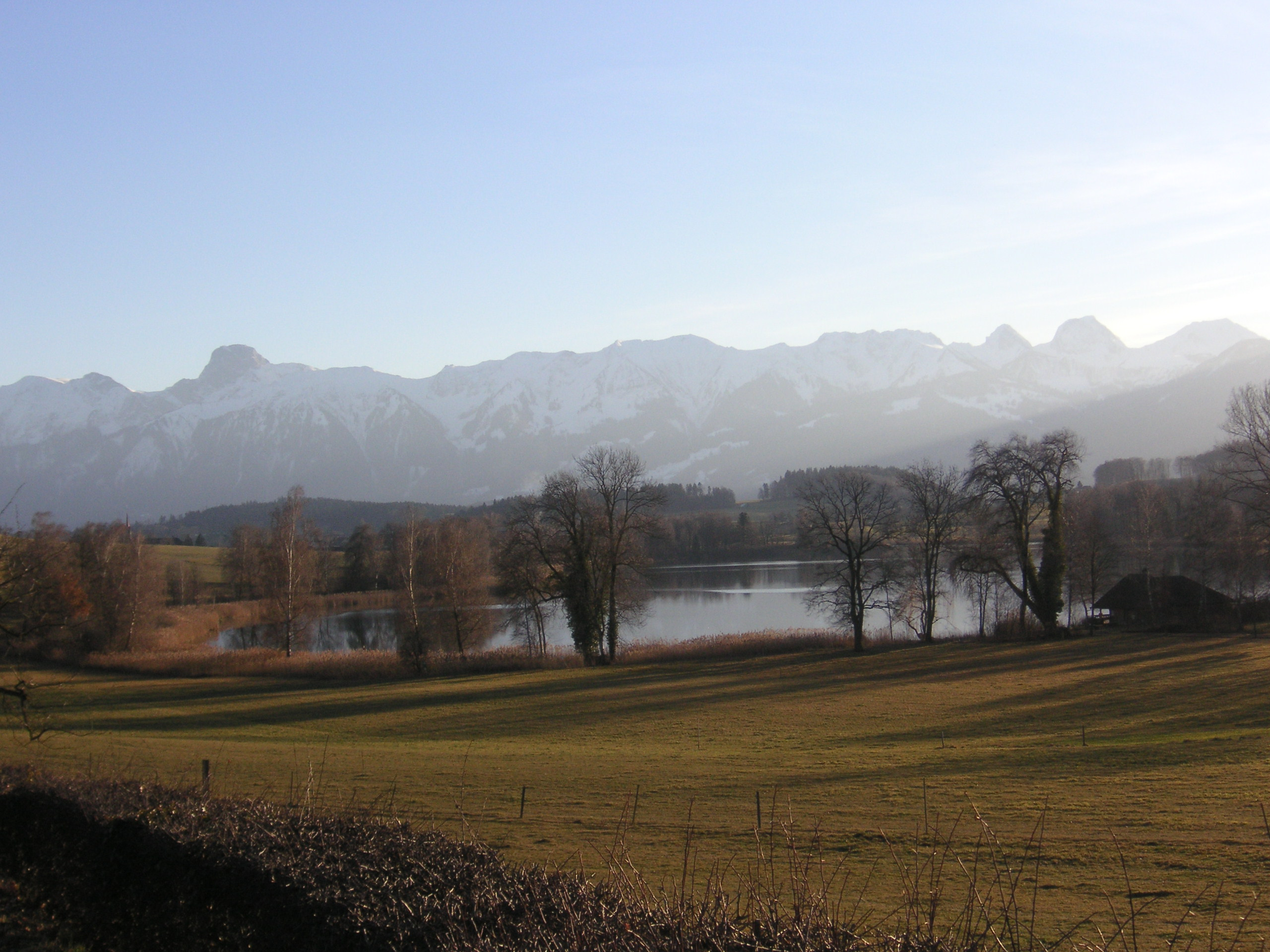
Gerzensee mit Stockhornkette

Die Marienkirche wird bereits 1228 in einem Kirchenverzeichnis erstmals erwähnt. Auffallend ist ihre Lage: nicht erhöht auf einem Hügel, sondern in einer Nische am Hang, wo mehrere Quellen gefasst sind. Möglicherweise befand sich an dieser Stelle einst ein keltisches Heiligtum, das einer Quellgöttin geweiht war. Der heutige Bau entstand im 15. Jahrhundert auf den Grundmauern des romanischen Gotteshauses. Im 16. und 17. Jahrhundert wurden grössere Umgestaltungen vorgenommen, und 1937 wurde die Kirche eher unsanft renoviert.
Gerzensee zeichnet sich durch mehrere Schlösser – einst als Landsitze für Berner Patrizierfamilien erbaut – aus. Das Alte Schloss ist ein spätgotischer Herrensitz mit steilem Walmdach, der um 1520 für die Familie von Wattenwyl errichtet wurde. Das Neue Schloss im französischen Barockstil stammt ursprünglich von 1690, wurde später mehrfach umgebaut und besitzt einen ausgedehnten Park mit altem Baumbestand. Es beherbergt seit 1986 das Studienzentrum Gerzensee, eine international renommierte Ausbildungsstätte für Zentralbanker. Das Mittlere Schloss (auch Rosengarten genannt) wurde um 1670 erstellt. Zu den neueren Landsitzen zählen Freudheim (1805) und Fridberg (1857).
Im alten Ortskern sind zahlreiche charakteristische Bauernhäuser des Berner Stils aus dem 17. bis 19. Jahrhundert erhalten. Das Pfarrhaus wurde 1760 erbaut.
Zu den Natursehenswürdigkeiten gehört der Gerzensee (als Naturschutzgebiet im Besitz des Studienzentrums) mit seinem unverbauten, jedoch nur an wenigen Orten zugänglichen Ufer.

## Persönlichkeiten
- Franz Ludwig von Graffenried (1600–1661), gab die Historia Plantarum universalis (1650–1651) von Jean Bauhin und Johann Heinrich Cherler heraus.
- Samuel König (1671–1750), pietistischer reformierter Theologe, Orientalist und Mathematiker
- Bernhard Karl Wyss (1793–1870), evangelischer Geistlicher und Hochschullehrer an der Universität Bern
- Johanna Spycher (1890–1969), heimatberechtigt in Gerzensee, Pionierin der Chiropraktik